# Williams FW21
Chronologie des modèles (1999)
Williams FW20 Williams FW22
La Williams FW21 est une monoplace de Formule 1 engagée en championnat du monde de Formule 1 1999 par l'écurie Williams. Elle est pilotée par l'Italien Alessandro Zanardi, double champion de CART en titre et qui n'avait plus participé à un championnat de Formule 1 depuis 1994, et par l'Allemand Ralf Schumacher, en provenance de Jordan Grand Prix. La FW21 est équipée d'un moteur Renault, rebadgé Supertec.
Ralf Schumacher connait une bonne saison, avec onze arrivées dans les points dont trois podiums en Australie, en Grande-Bretagne et en Italie. Il est en lutte pour la victoire au Nürburgring, mais est victime d'une crevaison alors qu'il est en tête. Il finit sixième du championnat avec 35 points.
Alex Zanardi lutte toute la saison avec les caractéristiques de maniabilité des pneus à quatre rainures, ne franchit le drapeau à damier qu'à six reprises et ne marque aucun point.
À la fin de la saison, Williams F1 Team termine cinquième du championnat des constructeurs avec 35 points. Alex Zanardi, malgré un contrat portant sur deux ans, est remplacé par le pilote de Formule 3 Jenson Button pour la saison suivante. C'est aussi la dernière saison où l'écurie anglaise utilise un moteur Renault (rebadgé Supertec), un partenariat avec BMW ayant été conclu pour la saison 2000.

## Williams FW21B
BMW Motorsport, associé à Williams dès la saison 2000, teste durant la saison 1999 une Williams FW21 dotée d'un moteur BMW. Les essais ont lieu sur le circuit de Miramas, avec le pilote danois Tom Kristensen. La FW21B à moteur BMW sert également de voiture d'essais pour le manufacturier Michelin, qui fait son retour en Formule 1 en 2001,.

## Résultats en championnat du monde de Formule 1

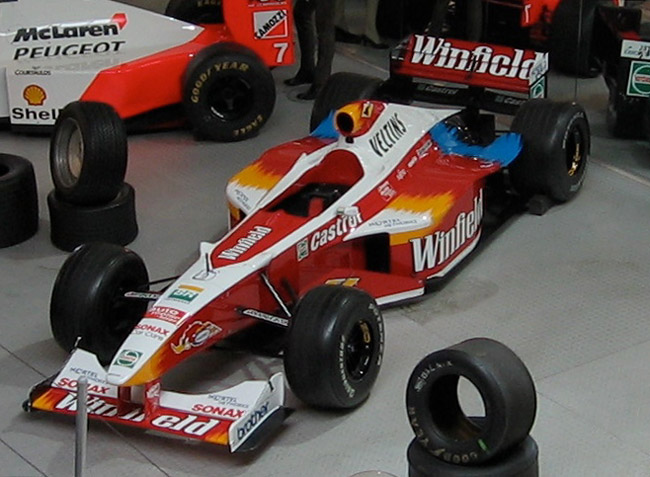
La Williams FW21 exposée à lAuto und Technik Museum Sinsheim.

| Saison | Écurie            | Moteur            | Pneus       | Pilotes            | Courses | Courses | Courses | Courses | Courses | Courses | Courses | Courses | Courses | Courses | Courses | Courses | Courses | Courses | Courses | Courses | Points inscrits | Classement |
| Saison | Écurie            | Moteur            | Pneus       | Pilotes            | 1       | 2       | 3       | 4       | 5       | 6       | 7       | 8       | 9       | 10      | 11      | 12      | 13      | 14      | 15      | 16      | Points inscrits | Classement |
| ------ | ----------------- | ----------------- | ----------- | ------------------ | ------- | ------- | ------- | ------- | ------- | ------- | ------- | ------- | ------- | ------- | ------- | ------- | ------- | ------- | ------- | ------- | --------------- | ---------- |
| 1999   | Winfield Williams | Supertec FB01 V10 | Bridgestone |                    | AUS     | BRÉ     | SMR     | MON     | ESP     | CAN     | FRA     | GBR     | AUT     | ALL     | HON     | BEL     | ITA     | EUR     | MAL     | JAP     | 35              | 5e         |
| 1999   | Winfield Williams | Supertec FB01 V10 | Bridgestone | Alessandro Zanardi | Abd     | Abd     | 11e     | 8e      | Abd     | Abd     | Abd     | 11e     | Abd     | Abd     | Abd     | 8e      | 7e      | Abd     | 10e     | Abd     | 35              | 5e         |
| 1999   | Winfield Williams | Supertec FB01 V10 | Bridgestone | Ralf Schumacher    | 3e      | 4e      | Abd     | Abd     | 5e      | 4e      | 4e      | 3e      | Abd     | 4e      | 9e      | 5e      | 2e      | 4e      | Abd     | 5e      | 35              | 5e         |

Légende : ici 